# Уолтон, Уильям
Сэр Уи́льям Те́рнер Уо́лтон (англ. Sir William Turner Walton; 29 марта 1902 — 8 марта 1983) — британский композитор и дирижёр.

## Биография

### Начало жизненного пути
С 10-летнего возраста пел в музыкальном хоре, начальное музыкальное образование получил под руководством отца. Затем учился в церковном колледже у Х. Аллена и Б. Олчина в Оксфорде. Композицию главным образом изучал самостоятельно, используя советы Э. Ансерме и Ф. Бузони. В 1919 году окончил оксфордский музыкальный колледж. В этот период он создал первые произведения, в том числе фортепианный квинтет, 2 песни, литанию a cappella. В 1923 году в Лондоне исполнены струнный квартет, а также оригинальная пьеса-речитация ироничного характера «Фасад».

## Творческий стиль
На стиль Уолтона оказали воздействие сочинения И. Ф. Стравинского и С. С. Прокофьева, а также джазовая музыка. В творчестве присутствуют произведения для различных составов: для оркестра, для хора, объёмно представлена камерная, церемониальная музыка, а также музыка к кинофильмам. Его ранние сочинения, особенно поэма Façade принесли ему дурную славу, но впоследствии его оркестровые симфонические произведения и оратория Пир Валтасара имели мировой успех и известность.

## Произведения

### Оперы
- Троил и Крессида[англ.] — (1954, либретто Кристофера Хесселя)
- Медведь[англ.] — одноактная опера (1967, написанная на основе перевода пьесы Медведь А. П. Чехова)

### Балеты
- Мудрые девы[англ.] (1940, созданный на музыку И. С. Баха)
- Поиск (1943, написанный для Фредерика Эштона)

### Произведения для оркестра
- Симфония № 1 (1935, написанная для Гамильтона Харти)
- Симфония № 2 «Liverpool» (1960, написанная по заказу Royal Liverpool Philharmonic Society)
- Портсмутская коса — концертная увертюра (1925)
- Façade — сюита для оркестра (1926 and 1938, аранжировка поэмы Façade)
- Имперская корона — церемониальный марш (1937, написанный по случаю коронации Георга VI)
- Scapino — увертюра (1940)
- Музыка для детей (1941, оркестровка Дуэтов для детей)
- Прелюдия и фуга для «Спитфайра» (1942, из музыки к кинофильму Первый среди немногих — The First of the Few)
- Держава и скипетр — церемониальный марш (1953, написанный по случаю коронации Елизаветы II)
- Johannesburg Festival Overture (1956)
- Партита для оркестра (1957)
- Прелюдия для оркестра (Granada) (1962)
- Вариации на тему Хиндемита (1963)
- Capriccio burlesco (1968)
- Импровизация на экспромт Бенжамина Бриттена (1969)
- Соната для струнного оркестра (1971, оркестровка Струнного квартета № 2)

### Произведения для солирующих инструментов
- Концертная симфония для фортепиано и оркестра (1927)
- Альтовый концерт (1929, написан для Лайонела Тертиса, но исполненный Паулем Хиндемитом)
- Скрипичный концерт (1939, написанный для Яши Хейфеца)
- Виолончельный концерт (1956, написанный для Григория Пятигорского)

### Произведения для хора
- Произведения для хора и оркестра
  - Оратория Пир Валтасара[англ.] (1931)
  - Городу Лондону, в знак уважения (In Honour of the City of London) (1937)
  - Коронационный Te Deum (1952, написанный по случаю коронации Елизаветы II)
  - Gloria (1961)
- Произведения для органа
  - Двенадцать, на текст У. Х. Одена (1965)
  - Англиканская духовная музыка, в том числе Missa Brevis (1966) и Jubilate Deo (1972)
- Произведения для хора a cappella
  - Литания (1916)
  - Set me as a seal upon thine heart (1938)
  - Where does the uttered Music go? (1946, написанное для церемонии по случаю смерти дирижёра Генри Вуда)
  - Cantico del sole (1974)
  - Четыре рождественские песни, включая What cheer? (1961)

### Камерная музыка
- Фортепианный квартет (1921)
- Струнный квартет № 1 (1922)
- Дуэты для детей, для фортепьянного дуэта (1940)
- Струнный квартет № 2 A-dur (1946)
- Скрипичная соната, 1947-49. Была значительно изменена (1949-50) после премьеры. Написана для Иегуди Менухина и Луиса Кентнера
- Пять багателей для гитары соло (1971, написаны для Джулиана Брима и посвящены Малькольму Арнольду)
- Пассакалия для виолончели соло (1980, написанная для Мстислава Ростроповича)

### Сольная вокальная музыка
- Façade — поэма для чтеца и камерного ансамбля (1922, впоследствии несколько изменена, на основе поэмы Эдит Ситвелл)
- Три песни для голоса и фортепиано (1932, аранжировка поэмы Façade)
- Anon. in love, цикл песен для тенора и гитары (1960, написан для Питера Пирса и Джулиана Брима)
- A Song for the Lord Mayor's Table, цикл песен для сопрано и фортепиано (1962, с Элизабет Шварцкопф и Джеральдом Муром на премьерном исполнении)
- Шесть песен для голоса и фортепиано

### Музыка к кинофильмам
Замечание: в скобках даётся год написания музыки, который может не совпадать с годом премьеры кинокартины.
- Никогда не покидай меня (Escape Me Never), режиссёр Пауль Циннер (1934)
- Так, как ты любишь (As You Like It), режиссёр Пауль Циннер (1936)
- Мечтающие губки (Dreaming Lips), режиссёр Пауль Циннер (1937)
- Украденная жизнь (A Stolen Life), режиссёр Пауль Циннер (1938)
- Майор Барбара (Major Barbara), режиссёр Габриэль Паскаль (1941)
- Ближайший родственник (The Next of Kin), режиссёр Торольд Дикинсон (1941)
- The Foreman Went to France (The Foreman Went to France), режиссёр Чарльз Френд (1942)
- Первый среди немногих (The First of the Few), режиссёр и актёр главной роли Лесли Говард (1942)
- Как день прошёл? (Went the Day Well?), режиссёр Альберто Кавальканти (1942)
- Генрих V (Henry V), режиссёр Лоренс Оливье (1944)
- Гамлет (Hamlet), режиссёр и актёр главной роли Лоренс Оливье (1948)
- Ричард III (Richard III), режиссёр (и актёр) Лоренс Оливье (1955)
- Битва за Англию (Battle of Britain), режиссёр Гай Хэмилтон (1969)
- Три сестры (Three Sisters), по пьесе А. П. Чехова режиссёр (и актёр) Лоренс Оливье (1970)

### Прочая музыка
- Христофор Колумб, музыка для радиоспектакля Луиса МакНейса (1942)
- различная музыка для театра и телевидения